# Francis Mossman
Pour les articles homonymes, voir Mossman.
Francis Anthony Mossman, né le 14 avril 1988 et mort le 14 août 2021, est un acteur néo-zélandais demeurant en Australie. Il est surtout connu pour ses rôles de Stevie Hughes dans The Horizon et Vitus dans Spartacus : Vengeance.

## Biographie
Francis Mossman est né le 14 avril 1988, à Auckland, Nouvelle-Zélande, fils de Reginald Mossman et Maria Abad. Il a deux frères. En 2012, Mossman part pour Sydney, Australie.
Mossman meurt le 14 août 2021, à 33 ans.

## Filmographie

### Télévision
- 2006-2006 : Shortland Street : Taylor
- 2006-2010 : Amazing Extraordinary Friends : Nigel
- 2012-2012 : Spartacus : Vengeance : Vitus
- 2013-2017 : The Horizon : Stevie Hughes

### Cinéma
- 2015 : Ruben Guthrie : Lorenzo Oil
- 2019 : Pig Boy : Dylan
- 2020 : Dis-Connect : Luke